# Liste der Naturdenkmäler in Montan
Die Liste der Naturdenkmäler in Montan (italienisch Montagna) enthält die acht als Naturdenkmal ausgewiesene Objekte auf dem Gebiet der Gemeinde Montan in Südtirol.
Basis ist das im Internet einsehbare offizielle Verzeichnis der Naturdenkmäler in Südtirol (Stand: 23. Januar 2015). Dabei kann es sich um botanische, geologische oder hydrologische Naturdenkmäler handeln. Die Reihenfolge in dieser Liste orientiert sich an der ID, alternativ ist sie auch nach dem Namen sortierbar.

## Liste
| Foto |                 | Name                                       | Standort                                                           | Beschreibung                              |
| ---- | --------------- | ------------------------------------------ | ------------------------------------------------------------------ | ----------------------------------------- |
| BW   | Datei hochladen | Eislöcher oberhalb Kaltenbrunn ID: 052_G01 | 46° 19′ 58″ N, 11° 22′ 53″ O                                       | Geologisches Naturdenkmal: Eisloch        |
| BW   | Datei hochladen | Pinzoner und Glener Egger ID: 052_G02      | 46° 18′ 59″ N, 11° 17′ 18″ O                                       | Botanisches Naturdenkmal: Trockenrasen    |
| BW   | Datei hochladen | Feuchtgebiet Jansen ID: 052_G03            | 46° 19′ 40″ N, 11° 17′ 42″ O                                       | Hydrologisches Naturdenkmal: Feuchtgebiet |
| ja   | Datei hochladen | Ulme am Klausegg ID: 052_G04               | 46° 19′ 59″ N, 11° 18′ 18″ O Montan, Schloß-Enn-Straße nahe Nr. 32 | Botanisches Naturdenkmal: Ulme            |
| ja   | Datei hochladen | Linde in Gschnon ID: 052_G05               | 46° 18′ 15″ N, 11° 18′ 35″ O                                       | Botanisches Naturdenkmal: Linde           |
| BW   | Datei hochladen | 1 Fichte beim Schloss Enn ID: 052_G06      | 46° 19′ 56″ N, 11° 18′ 30″ O                                       | Botanisches Naturdenkmal: Fichte          |
| BW   | Datei hochladen | Schwarzenbachschlucht ID: 052_G07          | 46° 20′ 46″ N, 11° 19′ 53″ O                                       | Geologisches Naturdenkmal: Schlucht       |
| BW   | Datei hochladen | Kastanienhain Elsenhof ID: 052_G08         | 46° 20′ 3″ N, 11° 18′ 36″ O                                        | Botanisches Naturdenkmal: Kastanienhain   |

| Foto: | Fotografie des Naturdenkmals. Klicken des Fotos erzeugt eine vergrößerte Ansicht. Daneben finden sich zwei Symbole: |
| ID    | Identifikator bei der Abteilung Natur, Landschaft und Raumentwicklung der Südtiroler Landesverwaltung               |